# Palynology
Palynology is een internationaal, aan collegiale toetsing onderworpen wetenschappelijk tijdschrift op het gebied van de palynologie. 
Het tijdschrift is onder de naam "Geoscience and Man" opgericht in 1970 en kreeg haar huidige naam in 1977. Het wordt thans uitgegeven door Taylor & Francis op initiatief van AASP The Palynological Society.